# Rečice
Rečice (Servisch cyrillisch Речице) is een plaats in de Servische gemeente Požega. De plaats telt 265 inwoners (2002).